# Emelyne Laurent

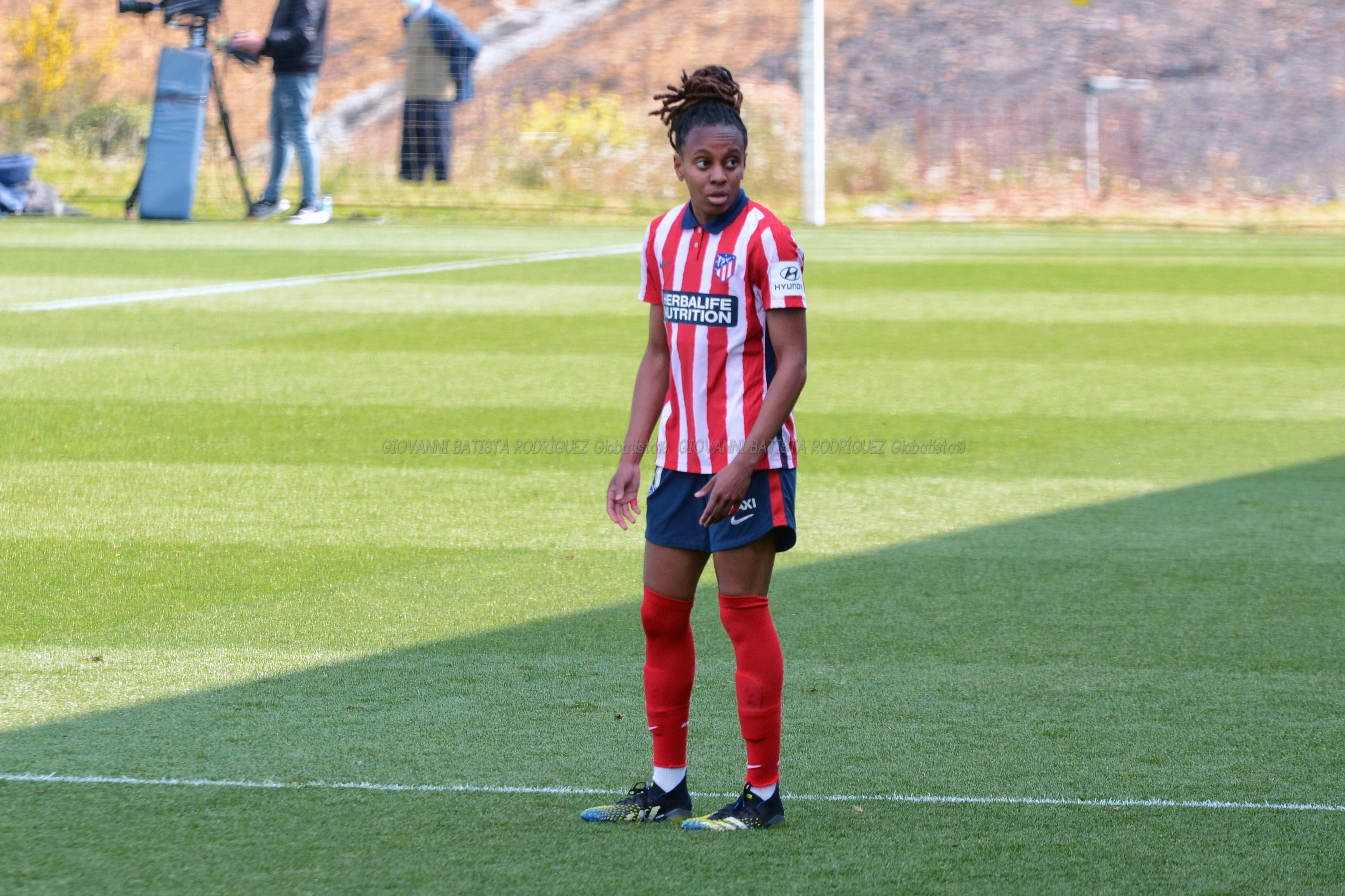
Emelyne Laurent (2021)

Emelyne Ann-Emmanuelle Laurent (* 4. November 1998 in Fort-de-France, Martinique) ist eine französische Fußballspielerin.

## Vereinskarriere
Emelyne Laurent wurde auf Martinique geboren. Erst als Elfjährige bekam sie die Erlaubnis ihrer Mutter, einem Fußballverein – der AS La Samaritaine aus Sainte-Marie – beizutreten. 2013 siedelte sie in das französische Mutterland über, wo sie Aufnahme in das Nachwuchszentrum des Montpellier HSC gefunden hatte, für den sie die verschiedenen Jahrgangsteams durchlief und bald auch in den französischen Jugendnationalauswahlen zum Einsatz kam.
Im Februar 2016 kam die Offensivspielerin bei einem Ligaspiel zu ihrem ersten, zwanzigminütigen Pflichtspieleinsatz in Montpelliers Erstligafrauschaft. Anschließend fand sie keine Berücksichtigung mehr in diesem Kreis; Montpellier lieh sie zur Rückrunde der Saison 2016/17 sogar an den Ligakonkurrenten Girondins Bordeaux aus. Dort absolvierte sie noch neun Punktspiele, stand mit einer Ausnahme stets in der Startelf und erzielte dabei trotz der für sie ungewohnten Spielposition als Sturmspitze insgesamt fünf Treffer, womit sie maßgeblichen Anteil daran hatte, dass der Aufsteiger die Klasse erhalten konnte.
Dies hatte zur Folge, dass der „Überverein“ des französischen Frauenfußballs, Olympique Lyon, die 18-jährige Angreiferin im Sommer 2017 für zunächst drei Jahre an die Rhône holte. In ihrem ersten Jahr bei OL brachte sie es lediglich auf zwei Ligaspiele, in denen ihr immerhin jeweils ein Tor gelang. Die personelle Konkurrenz auf der rechten Außenbahn war allerdings auch groß, da Lyon mit der nur 21 Monate älteren Delphine Cascarino sowie der niederländischen Europameisterin Shanice van de Sanden über zwei weitere, ähnlich schnelle und technisch beschlagene Spielerinnen verfügte. Im Gegensatz zu diesen beiden fehlte Emelyne Laurent auch in Olympiques Endspielen dieser Saison (im Landes- und im Europapokal). Die folgende Spielzeit (2018/19) hat sich für sie allerdings besser angelassen. In sieben der neun ersten Punktspiele sowie in den ersten vier Begegnungen in der Champions League ermöglichte Trainer Reynald Pedros Laurent zumindest Kurzeinsätze; zudem fand sie auch zum ersten Mal Berücksichtigung in Frankreichs A-Nationalfrauschaft (siehe weiter unten). Im Januar 2019 lieh Lyon sie bis zum Saisonende an den Ligakonkurrenten EA Guingamp aus. Danach zurück in Lyon, wurde sie am ersten Spieltag der Saison 2019/20 bei Olympique eingewechselt, ehe der Verein sie eine Woche später erneut auslieh, diesmal an Girondins Bordeaux. Auch im Sommer 2020 wurde Laurent zum Objekt eines Leihgeschäfts, das ihr Stammverein diesmal mit Atlético Madrid abschloss. Die Saison 2021/22 bestritt sie dann durchgehend bei Lyon, wo sie über die Rolle einer Ergänzungsspielerin allerdings nicht hinauskam und bei wettbewerbsübergreifend 19 Einsätzen nur dreimal in der Startelf stand.
Mit Saisonbeginn 2022/23 erhielt sie bei Bayern München einen Dreijahresvertrag; dort soll sie ihre Landsfrau Viviane Asseyi ersetzen. Kurz vor Spielende für Klara Bühl eingewechselt, debütierte sie Ende September beim 3:0-Sieg gegen Werder Bremen. Mit ihrem letzten Pflichtspiel, dem 11:1-Sieg über den 1. FFC Turbine Potsdam in der Bundesliga, mit der die Meisterschaft gewonnen wurde, trennte sie sich von München vorzeitig wieder. Seit dem 29. Juli 2023 steht sie beim italienischen Fußballverein AC Mailand unter Vertrag.

### Stationen
- AS La Samaritaine (2010–2013)
- Montpellier HSC (2013 – Dezember 2016)
- Girondins Bordeaux (Januar – Juni 2017)
- Olympique Lyon (2017 – Januar 2019)
- En Avant Guingamp (Januar – Juni 2019)
- Olympique Lyon (Juli/August 2019)
- Girondins Bordeaux (September 2019 – 2020)
- Atlético Madrid (2020/21)
- Olympique Lyon (2021/22)
- FC Bayern München (2022/23)
- AC Mailand (2023 – heute)

## Als Nationalspielerin
Im Mai 2014 spielte Emelyne Laurent zum ersten Mal für die französische B-Jugend-Elf. In dieser Altersgruppe (U-16 und U-17) hat sie insgesamt 14 Spiele bestritten und zwei Treffer erzielt. Auch in der Folge durchlief sie die Jugend- und Juniorinnen-Auswahlen des französischen Verbands, wobei sie sich darin jeweils frühzeitig als Stammspielerin etablierte.
Für die A-Jugend-Auswahl (U-19) unter Trainer Gilles Eyquem stand Laurent ab Frühjahr 2016 in 16 Begegnungen auf dem Spielfeld und schoss in diesem Kreis insgesamt vier Treffer. Als dieses Team bei der U-19-Europameisterschaft 2017 die Vizemeisterschaft errang, war sie selbst mit ihren drei Toren gemeinsam mit Mathilde Bourdieu die treffsicherste Französin. Durch den zweiten Platz in diesem Turnier qualifizierten die Französinnen sich zudem für die U-20-Weltmeisterschaft 2018 in Frankreich, wobei die Bleuettes auf einem eher enttäuschenden vierten Rang abschlossen. Laurent war wiederum, diesmal gemeinsam mit Amélie Delabre, die ebenfalls vier Treffer erzielte, gefährlichste französische Angreiferin und wurde Fünfte in der WM-Torjägerinnenliste.
Mit der U-20-Auswahl hat Emelyne Laurent seit November 2017 in bisher 13 Partien mit sieben eigenen Treffern mitgewirkt.
Ihr Debüt in der französischen A-Nationalelf gab sie im Oktober 2018, als Trainerin Corinne Diacre sie bei zwei Freundschaftsspielen gegen Australien und Kamerun jeweils einwechselte. Diacre hat Emelyne Laurent auch in den französischen 23er-Kader zur WM 2019 im eigenen Land berufen, ohne ihr dort Einsatzzeit zu geben. Am Jahresende 2020 wurde Laurent nach anderthalb Jahren zum ersten Mal wieder berücksichtigt, wenn auch jeweils nur als Einwechselspielerin. Mittlerweile stehen für sie sieben Einsätze sowie ein Tor in der A-Frauschaft zu Buche. (Stand: 1. Dezember 2020)

## Palmarès
- U-19-Vizeeuropameisterin 2017
- Französische Meisterin 2018, 2020, 2022
- Deutsche Meisterin 2023
- Champions-League-Gewinnerin 2022 (ohne Einsatz im Finale)